# Isotomus speciosus

Isotomus speciosus је врста инсекта из реда тврдокрилаца и породице стрижибубе. Сврстана је у потпородицу Cerambycinae.

## Распрострањеност
Врста је распрострањена на подручју Европе, осим на северном делу.

## Опис
Глава је црне боје, а пронотум црн са белим или жућкасто белим пегицама и средишњом уздужном штрафтом исте боје. Покрилца су црне или тамнобраон боје са шарама у виду пегица и штрафта беле или жућкастобеле боје. Ноге су црвенкастобраон обојене. Антене су средње дужине. Дужина одрасле јединке је од 11 до 22 mm.

## Биологија
Животни циклус траје две године. Ларва се развија у мртвом и сувом листопадном дрвећу. Одрасле јединке се обично налазе на биљци домаћину и срећу се од маја до септембра. Активне су углавном у сумрак и преко ноћи, али могу се срести и по дану. Као биљка домаћин јављају се: граб (Carpinus), буква (Fagus), храст (Quercus), питоми кестен (Castanea sativa), брест (Ulmus), леска (Corylus) и друге листоподне врсте.

## Степен заштите
Isotomus speciosus се налази на Европској црвеној листи сапроксилних тврдокрилаца.

## Синоними
- Callidium speciosum Schneider in Füssli, 1787
- Caloclytus speciosus (Schneider, 1787)
- Callidium semipunctatum Fabricius, 1798
- Clytus semipunctatus (Fabricius, 1798)